# سبيل وكتاب نفيسة البيضاء
سبيل وكتاب نفيسة البيضاء أو سبيل وكتاب نفيسة خاتون يقع في حي الغورية بجوار باب زويلة بالقاهرة التاريخية، ويرجع تاريخ الإنشاء إلى (1211 هـ، 1796م)، ويُنسب اسم الوكالة والسبيل إلى صاحبتهما نفيسة البيضاء.

## البانية
هي جارية شركسية اشتهرت باسم نفيسة البيضاء نسبة إلى لون بشرتها، وجمالها الذي أخضع علي بك الكبير فتزوجها، وبعد وفاته تزوجها مراد بك، وعاشت معه ما يقرب من 20 عامًا.

## الوصف
يتمثل السبيل في واجهة نصف دائرية، ويطل على الشارع بثلاثة شبابيك معقودة ومشغولة بزخارف نباتية معدنية، وهو أحد المكونات المعمارية لمجموعة خيرية أنشأتها السيدة نفسية البيضا، وتتكون من سبيل يعلوه كتاب ووكالة تجارية بها محلات كان يعمل بها تُجار من مختلف الأجناس، وكانت تؤجر ويستغل ريعها للصرف على السبيل والكتاب، وحمامين يُسْتَغل ريعهما لأوجه الخير، ويعلو الوكالة والحمامين ريع لإسكان فقراء المسلمين بمبالغ زهيدة.
وكان الغرض من السبيل تقديم ماء الشرب للمارة كعمل خيري، ويختلف هذا السبيل في أن صهريجه لا يوجد أسفله وإنما أسفل مبني مجاور، ويعتبر هذا السبيل نموذجًا ممتازا للطراز المعماري العثماني في أواخر عهده بالقاهرة، أما الكُتّاب الذي كان يعلو السبيل، فكان يمثل مدرسة أولية لأطفال الحي.

## معرض صور

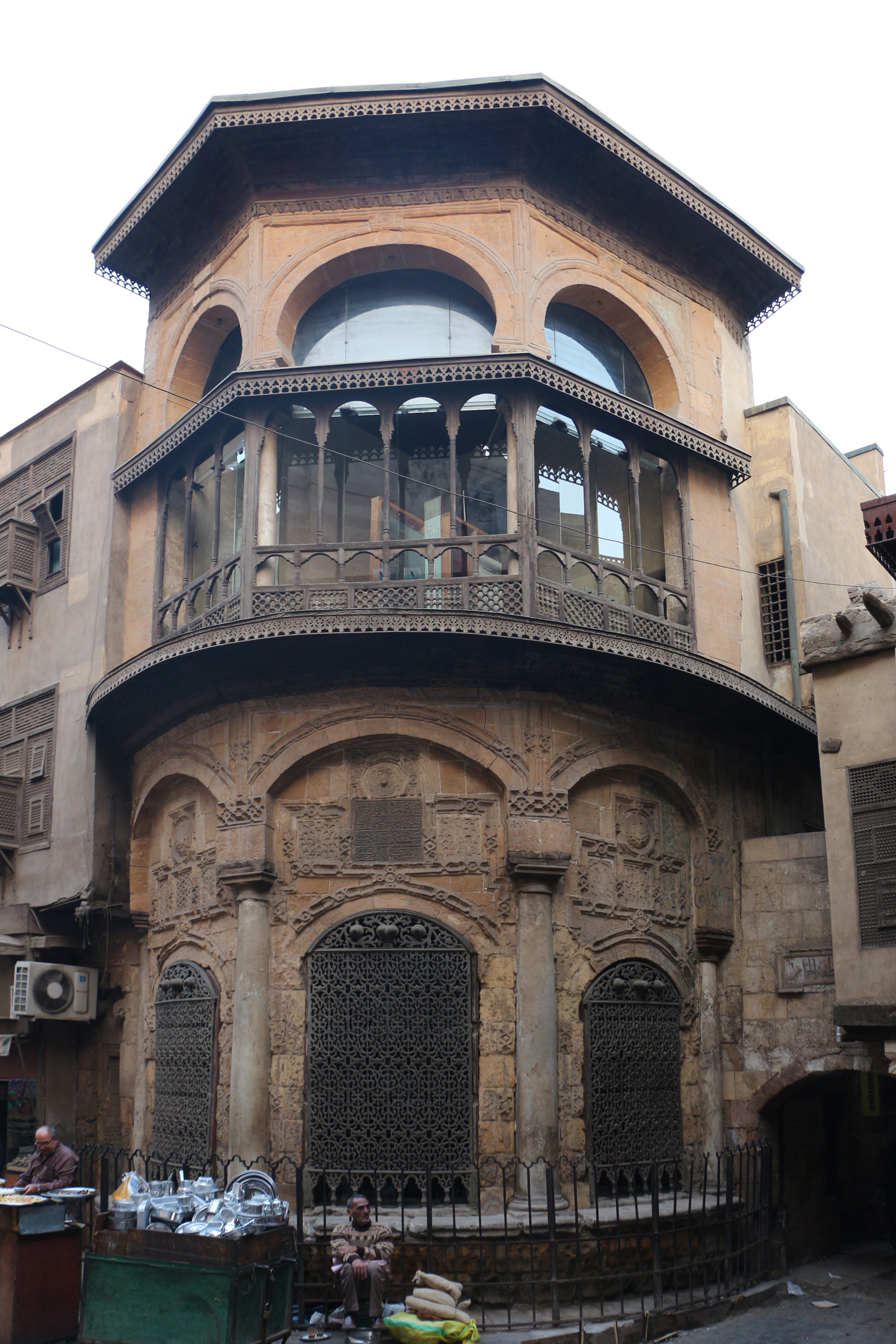
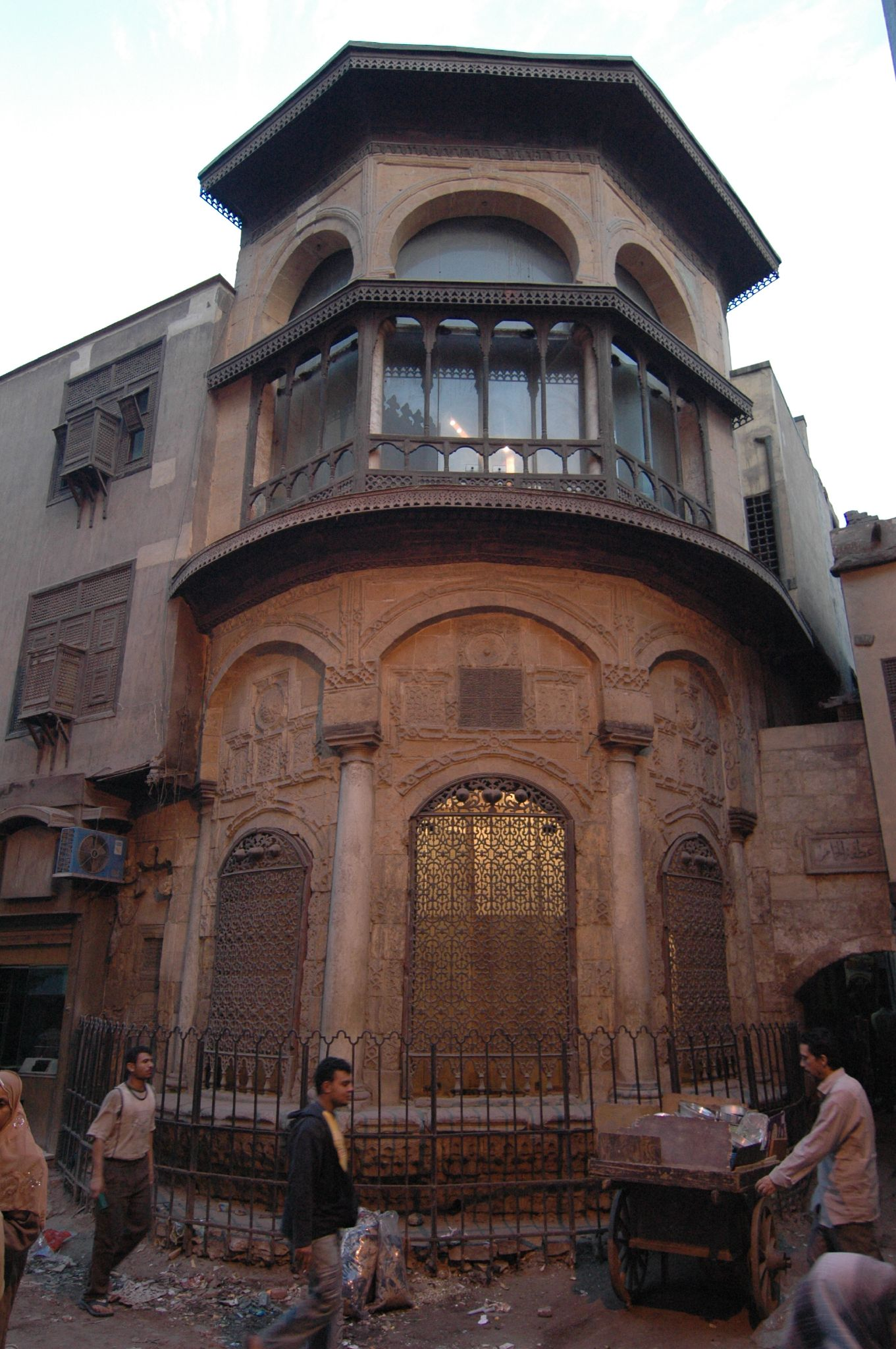